# Дивья (посёлок)
Дивья — посёлок (в 1961—1997 гг. — рабочий посёлок) в Пермском крае России. Входит в Добрянский городской округ. 

## География
Расположен примерно в 40 км к северо-востоку от Перми.

## Население
| 1963  | 1970  | 1979  | 1981  | 1989  | 2002  | 2010  |
| ----- | ----- | ----- | ----- | ----- | ----- | ----- |
| 3620  | ↘3486 | ↘2399 | ↘2274 | ↘1801 | ↘1423 | ↘1407 |
| 2021  |       |       |       |       |       |       |
| ↘1135 |       |       |       |       |       |       |

## История
Населённый пункт был основан в 1950 году как посёлок при станции. Назван по рекам Большая и Малая Дивья. 
В 1961 году получил статус посёлка городского типа. В 1997 году преобразован в сельский населённый пункт как посёлок.
С 2004 до 2019 гг. посёлок был административным центром Дивьинского сельского поселения Добрянского муниципального района.

## Инфраструктура
В посёлке расположена одноимённая железнодорожная станция. Есть отделение почтовой связи, фельдшерско-акушерский пункт, средняя школа, школа-сад, дом культуры, библиотека.